# Wilfried Hartung
Wilfried Hartung (* 16. August 1953 in Berlin) ist ein ehemaliger Schwimmsportler aus der DDR und ist seit August 2017 als Trainer im LSV Bremen tätig.
Hartung nahm 1970 an den Europameisterschaften in Barcelona teil und gewann mit der DDR-200-Meter-Freistilstaffel in der Besetzung Lutz Unger, Wilfried Hartung, Roland Matthes und Udo Poser die Bronzemedaille hinter den Staffeln aus der Bundesrepublik Deutschland und aus der Sowjetunion, über 400 Meter Freistil belegte er den sechsten Platz. Bei den DDR-Meisterschaften 1971 belegte er über 400 Meter den zweiten Platz hinter Wolfram Sperling, mit der 4-mal-100-Meter-Freistilstaffel des TSC Berlin gewann er den DDR-Meistertitel. Nachdem Hartung bei den DDR-Meisterschaften 1972 über 200 Meter den zweiten Platz hinter Udo Poser belegt hatte, gehörte er auch zur Olympiamannschaft der DDR bei den Olympischen Spielen 1972 in München. Mit der 4-mal-100-Meter-Freistilstaffel in der Besetzung Roland Matthes, Wilfried Hartung, Peter Bruch und Lutz Unger gewann er die Bronzemedaille, mit der 4-mal-200-Meter-Staffel belegte er den sechsten Platz.
Bei den DDR-Meisterschaften 1973 belegte Hartung hinter Roger Pyttel den zweiten Platz über 400 Meter Freistil, mit der 200-Meter-Freistilstaffel gewann er den Meistertitel, bei den Schwimmweltmeisterschaften 1973 belegte er mit der 200-Meter-Freistilstaffel den vierten Platz. Im folgenden Jahr gewann die 100-Meter-Freistilstaffel des TSC-Berlin den Titel bei den DDR-Meisterschaften 1974, über 200 Meter Freistil belegte Hartung den zweiten Platz hinter Pyttel. Bei den Schwimmeuropameisterschaften 1974 erschwamm Hartung mit Pyttel, Matthes und Lutz Wanja die Bronzemedaille in der 4-mal-100-Meter-Freistilstaffel. Bei den DDR-Meisterschaften 1975 gewann über 200 Meter Freistil erneut Pyttel vor Hartung. Wilfried Hartung und Hartmut Flöckner gewannen mit den Staffeln des TSC Berlin alle drei Meistertitel. Auch bei den Schwimmweltmeisterschaften 1975 war Hartung in den Staffeln am Start und belegte den fünften Platz mit der 100-Meter-Freistilstaffel. 1976 war Hartung noch einmal DDR-Meister mit der 4-mal-100-Meter-Staffel. Bei den Olympischen Spielen 1976 erreichte Hartung mit der 200-Meter-Freistilstaffel den fünften Platz.
1973 heiratete Hartung die Schwimmerin Gabriele Wetzko, von der er aber bald wieder geschieden wurde. Der gelernte Kfz-Schlosser studierte während seiner Karriere Außenhandelswirtschaft, arbeitete aber später in seinem Lehrberuf.